# Fachklinik Maria Meeresstern

Kindererholungsheim St. Johann am Timmendorfer Strand (Ansichtskarte 1914)

Die Fachklinik Maria Meeresstern ist ein Sanatorium für Mütter und Kinder in Niendorf, Gemeinde Timmendorfer Strand. Die Klinik wird von der Kongregation der Franziskanerinnen vom hl. Märtyrer Georg zu Thuine getragen und entstand 2006 durch die Zusammenlegung der Erholungsheime St. Johann und Antoniushaus.

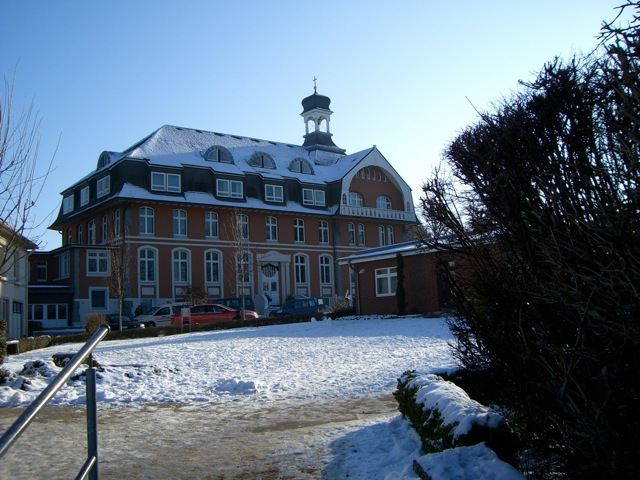
St. Johann im Jahr 2010

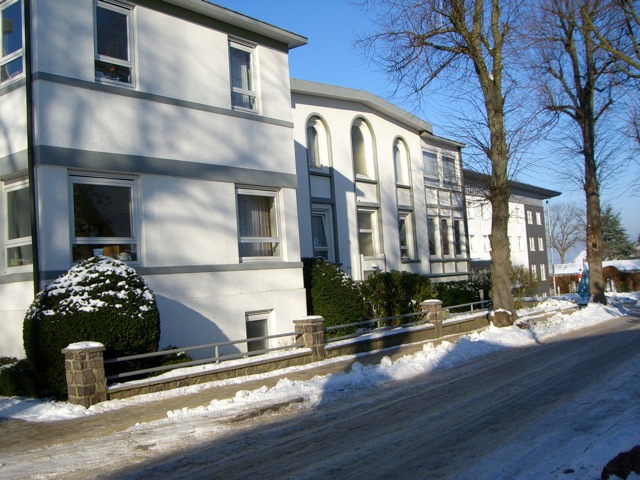
Antoniushaus der Fachklinik

## Geschichte
St. Johann wurde 1911 am Ostrand von Niendorf direkt an der Ostseeküste an der Lübecker Bucht erbaut. Es wurden Kinder zur Erholung aufgenommen. Von 1938 bis 1948 war das Haus ein Lazarett. Bis 1981 diente das Haus wieder als Kindererholungsheim. Dann folgte die Umorientierung auf Mutter-Kind-Maßnahmen. Nach dem Umbau waren Mütter mit Säuglingen und Kleinkindern der Schwerpunkt.
Die „Villa Oceana“ wurde 1913 erworben und in „Antoniushaus“ umbenannt. Das Haus diente für Müttergenesungskuren. Später wurden auch Kuren für Kinder angeboten. Im Jahre 2004 erfolgte ein Anbau.
Die Zusammenlegung der beiden Häuser erfolgte im Januar 2006. Es besteht die Anerkennung als Fachklinik.

## Kirche St. Johann

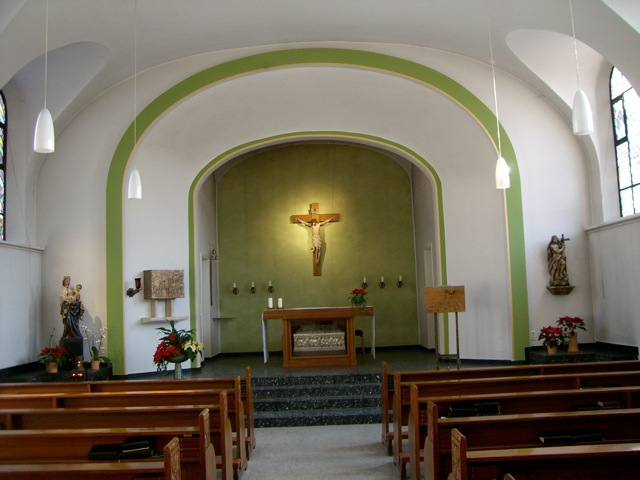
Innenansicht der katholischen Kirche St. Johann

Zum Komplex der Fachklinik Maria Meeresstern gehört die katholische Kirche St. Johann in Niendorf (Timmendorfer Strand) von 1911, die das Gelände mit ihrem Glockenturm weit überragt. Es ist eine Kirche der Ordensgemeinschaft der Franziskanerinnen. In der Kirche wird an die Lübecker Märtyrer erinnert.